# Paul Amadeus Pisk
Paul Amadeus Pisk (* 16. Mai 1893 in Wien, Österreich-Ungarn; † 12. Januar 1990 in Los Angeles) war ein österreichisch-US-amerikanischer Musikwissenschaftler und Komponist.

## Leben
Paul Pisk promovierte 1916 in Musikwissenschaften an der Universität Wien bei Guido Adler. Danach studierte er am Wiener Konservatorium und nahm Kompositionsunterricht bei Arnold Schönberg und Franz Schreker. Er unterrichtete dann am Wiener Konservatorium und gab daneben Vorlesungen an verschiedenen Wiener Volkshochschulen, insbesondere an der Volkshochschule Volksheim Ottakring, wo er von 1932 bis 1934 mit Kurt Pahlen als Musikreferent wirkte. Unter seinen Studenten war Leopold Spinner. Ab den 1920er Jahren war er Mitglied einer Wiener Loge des österreichischen Droit Humain.
Außerdem war er Vorstandsmitglied, Sekretär und Pianist im Verein für musikalische Privataufführungen. Er zählte zu den Gründungsmitgliedern der International Society for Contemporary Music und war von 1920 bis 1928 Mitherausgeber der Musikblätter des Anbruch sowie Musikredakteur der Arbeiter-Zeitung. In den 1930er Jahren gründete er die Konzertreihe Musik der Gegenwart in Wien, die 1936 bis 1938 von Friedrich Wildgans fortgeführt wurde.
Als Jude emigrierte er 1936 in die USA. Hier unterrichtete er u. a. an der University of Redlands, Kalifornien, (1937–1951), der University of Texas at Austin (1951–1963) und der Washington University in St. Louis (1963–1972). Pisk komponierte Orchesterwerke, Ballette, Kammermusik und Lieder und verfasste musiktheoretische Arbeiten.